# Metaldays
Metaldays es un festival de música heavy metal que se celebra anualmente entre julio y agosto en Tolmin, Eslovenia desde 2004. Cada año el festival se ha vuelto más popular, con una mayor cobertura de medios de comunicación. No obstante, para evitar que la cantidad de asistentes se vuelva inmanejable, en 2010 se estableció un límite en la venta de entradas a un máximo de 12,000 personas.
Originalmente,  el festival fue organizado por el promotor austríaco Rock The Nation y la empresa eslovena Master of Metal (MOM d.o.o.).
Entre 2004 y 2012, el festival se llamó Metal Camp (o Metalcamp), en una alusión a las áreas de camping que se ubican allí. Desde 2013, el festival fue denominado de una forma más apropiada como Metaldays. Los objetivos del evento siguen siendo los mismos, pero la organización cambió a partir de entonces, al ser asumido íntegramente por el promotor esloveno MIFI d.o.

## Ubicación
El festival se realiza en el área boscosa de  Sotočje, al sur de Tolmin, Eslovenia, sitio que se encuentra en medio de dos ríos de montaña llamados Tolminka y Soča.  Las estribaciones de los Alpes julianos se encuentran al norte de ese pequeño valle. 
Metaldays tiene dos playones de río reservados para el evento y una zona para acampar.

## Bandas invitadas
Las bandas invitadas por cada año son las siguientes:

### 2004
Fecha: 20–21 de agosto de 2004 

Lineup: Danzig, Apocalyptica, Hypocrisy, Sentenced, Primal Fear, Katatonia, Dew-Scented, Dead Soul Tribe, Fleshcrawl, Mnemic, Prospect, Belphegor, Ancient, Destruction, Brainstorm, Dark Funeral, Vintersorg, Finntroll, Green Carnation, Ektomorf, Noctiferia, Rising Dream

### 2005
Fecha: 24–26 de junio de 2005

Lineup: Slayer, HammerFall, Yngwie Malmsteen, In Extremo, Noctiferia, Betzefer, Suidakra, Soulfly, Obituary, JBO, Kataklysm, Ektomorf, Morgana Lefay, Graveworm, Hatesphere, Belphegor, Anthrax, Children of Bodom, Therion, Dissection, Disbelief, Exciter, The Duskfall, Reapers, Prospect

### 2006
Fecha: 21–23 de julio de 2006 

Lineup: Amon Amarth, Hypocrisy, Jon Oliva's Pain, Nevermore, Deathstars, Decapitated, Scaffold, Dimmu Borgir, Testament, My Dying Bride, Soilwork, Wintersun, Evergrey, Heaven Shall Burn, Excelsis, Opeth, Kreator, Edguy, Kataklysm, Gorefest, Cataract, Mystic Prophecy, Mely

### 2007
Fecha: 16–22 de julio de 2007

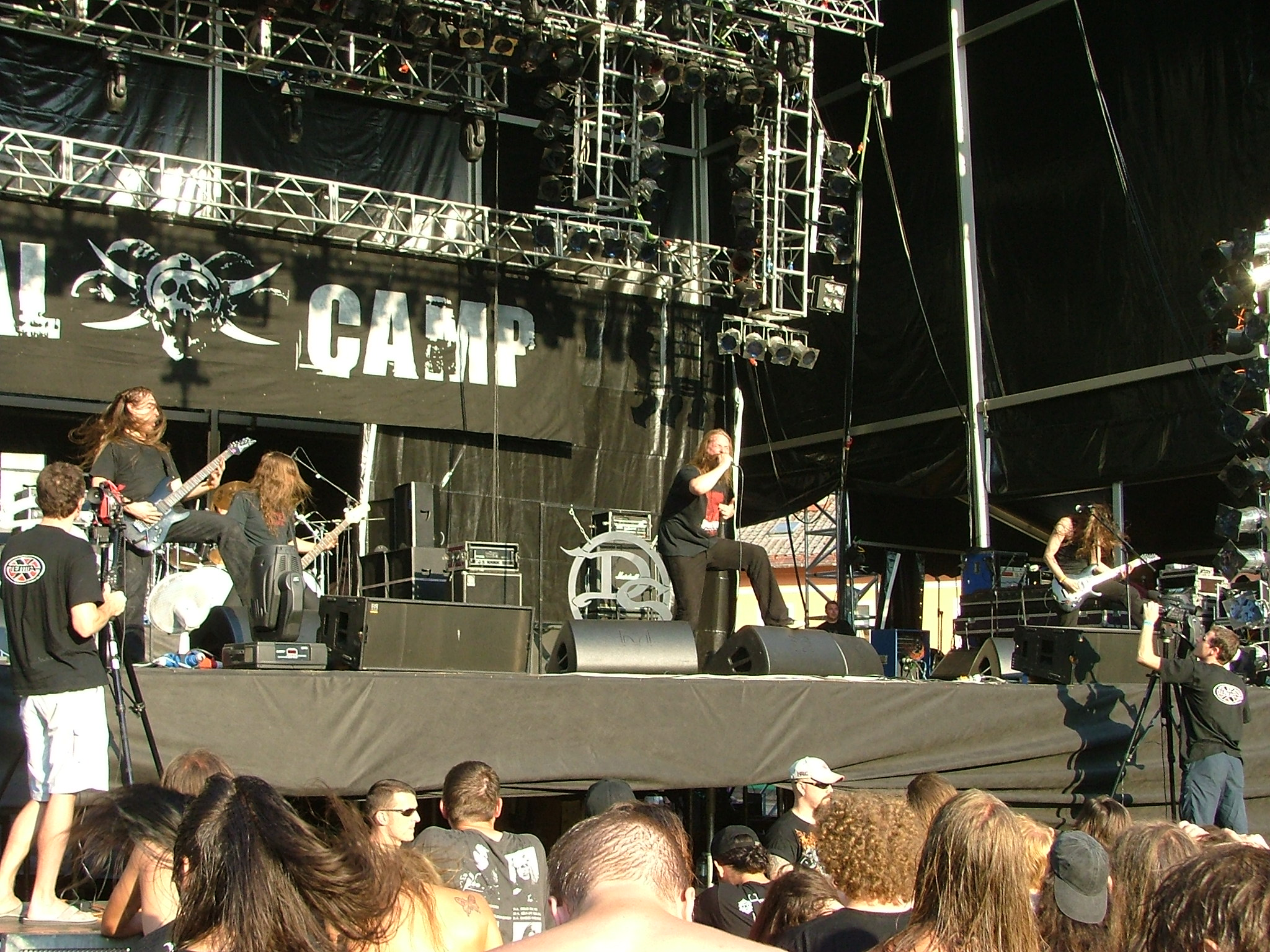
Dew-Scented en el Metal Camp, 2007

Lineup: Motörhead, Blind Guardian, Cradle of Filth, Immortal, Sepultura, Satyricon, Pain, The Exploited, Sodom, Doro, Grave Digger, Threshold, Unleashed, Converge, Dismember, Ensiferum, Die Apokalyptischen Reiter, Dew-Scented, Graveworm, The Vision Bleak, Disillusion, Born from Pain, Krypteria, Eluveitie, Aborted, Alltheniko, Vreid, Korpiklaani, Sadist, Full Blown Chaos, Animosity, Prospect, Noctiferia, Eventide, Ars Moriendi, Sardonic, Nervecell, Herfst

### 2008
Fecha: 4–8 de julio de 2008

Lineup: Meshuggah, Carcass, Amon Amarth, Kataklysm, Behemoth, Tankard, Brainstorm, Rage, Skyforger, Ministry, Wintersun, Iced Earth, Helloween, Mystic Prophecy, Apocalyptica, Mercenary, In Flames, Finntroll, Subway to Sally, Drone, The Sorrow, Gorilla Monsoon, Alestorm, Sahg, Hate, Morbid Angel, Onslaught, Korpiklaani, Evergrey, Opeth, Six Feet Under, October file, In Extremo, S.A. Sanctuary, Exterminator, At the Lake

### 2009
Fecha: 2–7 de julio de 2009 

Lineup: Hatebreed, Blind Guardian, Lamb of God, Nightwish, Dimmu Borgir, Edguy, Kataklysm, Destruction, My Dying Bride, Sodom, Legion of the Damned, Graveworm, Die Apokalyptischen Reiter, Sonic Syndicate, Keep of Kalessin, Hollenthon, Hackneyed, Deathstars, Kreator, Vader, Dragonforce, A New Dawn, Arsames, D-Swoon

### 2010
Fecha: 5–10 de julio de 2010

Lineup: Immortal, Behemoth, Cannibal Corpse, Sonata Arctica, Obituary, Sabaton, Overkill, Finntroll, Korpiklaani, Leaves' Eyes, Ensiferum, Equilibrium, The Exploited, Decapitated, Epica, Insomnium, Kalmah, The Devils Blood, Ex Deo, Rotting Christ, Trail of Tears, Suicidal Angels, Demonical, Metsatoll, Insision, Heidevolk, Dornenreich, Omega Lithium, Enochian Theory, Abstinenz, Ashes You Leave, D-Swoon, S.A. Sanctuary

### 2011
Fecha: 11–17 de julio de 2011

Lineup: Accept, Achren, Airbourne, Alestorm, Amorphis, Arch Enemy, Ava Inferi, Avatar, Beholder, Blind Guardian, Brainstorm, Brujería, Bulldozer, Cold Snap, Death Angel, Deicide, Die Apokalyptischen Reiter, Hate, Imperium Dekadenz, In Extremo, In Solitude, Kalmah, Obscura, October File, Rising Dream, Ritam Nereda, Serenity, Slayer, Suicidal Angels, Taake, Thaurorod, The Ocean, Trollfest, Vanderbuyst, Visions of Atlantis, Vulture Industries, Watain, Winterfylleth, Wintersun, Virgin Steele, Zonaria

### 2012
Fecha: 5–11 de agosto de 2012

Lineup: Amon Amarth, At The Gates, Ava Inferi, Avven, Before The Dawn, The Black Dahlia Murder, Brezno, Cattle Decapitation, Dark Funeral, Doomed, Dust Bolt, Edguy, From The Depth, Eluveitie, Epica, Finntroll, The Furious Horde, Gorguts, Grand Magus, Hatebreed, Hatesphere, Heathen, Heidevolk, Incantation, Inmate, Kataklysm, Korn, Korpiklaani, Krampus, Madball, Machine Head, Metalsteel, Milking The Goatmachine, Morana, Jotnar, Municipal Waste, Napalm Death, Nexus Inferis, Nile, Noctiferia, Pain, Paradise Lost, Purify, Sabaton, Sanctuary, Septicflesh, Sin Deadly Sin, Sodom, Steelwing, Testament, Trollfest, Vicious Rumors, Warbringer, Wisdom

### 2013
Fecha: 21–28 de julio de 2013

Lineup: 4ARM, Acid Death, Agan, Alestorm, Anaal Nathrakh, Annihilator, Arkona, ArseA, Attick Demons, Aura Noir, Avicularia, Benediction, Blaakyum, Bleed From Within, Bliksem, Bloodshot Dawn, Blynd, Brutal Truth, Calderah, Calling of Lorme, Candlemass, Chained Pistons, Chronosphere, Cold Snap, Coma, Cripper, Dark Salvation, Darkest Horizon, Dickless Tracy, Drakum, Dying Fetus, Emergency Gate, Ensiferum, Enslaved, Eternal Deformity, Exhumed, Extreme Smoke 57, Eyehategod, From The Depth, Gloryhammer, Gonoba, Graveworm, Hammercult, Herfst, Hypocrisy, Iced Earth, Ihsahn, Imperium, In Flames, Incinery, Inverted Pussyfix, Karlahan, Karnak, King Diamond, Kissin Dynamite, Last Day Here, Legion of the Damned, Leprous, Lock Up, Mayhem, Meshuggah, Meta-stasis, Metal Church, Mouth of the Architect, Mustasch, Mystery, Nemesis My Enemy, Neurotech, Nightmare, Nya, Onslaught, Orange Goblin, Otargos, Overkill, Parasol Caravan, Pentagram, Pet The Preacher, Phantasmagoria, Powerwolf, Primordial, Ravenblood, Rest in Fear, Rising Dream, Sabbath Judas Sabbath, Samael, Shining, Soilwork, Sólstafir, Sonata Arctica, Space Unicorn on Fire, SpitFire, Steel Engraved, Stormcast, Subway To Sally, Svart Crown, Taake, The Canyon Observer, The Loudest Silence, The Rotted, Torche, Tsjuder, Turisas, Under The Abyss, Unleashed, Vallorch, Vicious Rumors, Wintersun, Within Destruction

### 2014
Fecha: 20–26 de julio de 2014

Lineup: Abinchova, Aborted, African Corpse, Alcest, Alogia, Alpha Tiger, Amorphis, Armaroth, Artillery, As It Comes, Asphyx, Benighted, Black Diamond, Borknagar, Brutality Will Prevail, Chain of Dogs, Children of Bodom, Condemnatio Cristi, Cripper, Cruel Humanity, Darkfall, Dead Territory, Deadend in Venice, Downfall of Gaia, Drakum, Duirvir, Fallen Utopia, From The Depth, Ghost Brigade, Gold, Grave, Havok, Heaven Shall Burn, Helslave, Immolation, In Solitude, Inciter, Inquisition, Kadavar, Lord Shades, Manilla Road, Megadeth, Mephistophelian, Metalsteel, Moonsorrow, My Dying Bride, Nocturnal Depression, Obituary, Opeth, Possessed, Prong, Pyrexia, Rest in Fear, Rising Storm, Roxin Palace, Sabaton, Saltatio Mortis, Sapiency, Satyricon, Scarab, Skelfir, Soen, Space Unicorn on Fire, Suffocation, Tiamat, Torture Pit, Total Annihilation, Turning Golem, Vader, Valient Thorr, Vanderbuyst, Volbeat, Weeping Silence, Within Destruction, Zanthropya Ex, Zaria

### 2015
Fecha: 19–25 de julio de 2015 (bandas 20–24 Julio)
Lineup: Accept, Altair, Anvil, Arch Enemy, Avatar, Behemoth, Black Label Society, Blues Pills, Cannibal Corpse, Carcass, Carnifex, Crowbar, Deadlock, Death Angel, Demonic Resurrection, Devin Townsend Project, Diablo Blvd, Dr. Living Dead, Dream Theater, Eluveitie, Emil Bulls, Fear Factory, Hardcore Superstar, Hatebreed, Kataklysm, Krokodil, Manntra, Mephistophelian, Moonspell, Nuclear Chaos, Panikk, Profane Omen, Queensryche, Rest In Fear, Saxon, Sepultura, Skindred, Slomind, Suicide Silence, The Devil, Total Annihilation, Unearth, Vreid, Abandon Hope, Adam Bomb, Aeons Confer, Athropofago, Archgoat, Audrey Horne, Betraying The Martyrs, Blitzkrieg, Blutmond, Broken Mirrors, Chronic Hate, Conorach, Consecration, Daedric Tales, Dark Fortress, Desolate Fields, Dickless Tracy, DIS.AGREE, Divided Multitude, Emergency Gate, Eruption, ETECC, Ever-Frost, Flesh, Hirax, Infestus, Kampfar, Klamm, Kryn, M.A.I.M., Malevolence, Mass Hypnosis, Minotauro, Mist, Mooncry, Morana, Ne Obliviscaris, Nervosa, Noctiferia, Paragoria, Psykosis, Reek Of Insanity, Rotting Christ, Sacred Steel, Schirenc Plays Pungent Stench, SiliuS, Striker, Suborned, Sunchair, The Black Dahlia Murder, TomCat, Toxic Holocaust, War-Head, Year Of No Light, Zombie Rodeo

### 2016
Fecha: 24–30 de julio de 2016
Lineup: At the Gates, Blind Guardian, Testament, Between the Buried and Me, Cattle Decapitation, Dark Funeral, Delain, Die Apokalyptischen Reiter, Dragonforce, Dying Fetus, Electric Wizard, Exodus, Graveyard, Immolation, Incantation, Marduk, Melechesh, Obscura, Skálmöld, Skindred, Bury Tomorrow, Gama Bomb, Gutalax, Horna, Jess Cox (Tygers of Pan Tang), Monolithe, Orphaned Land, Rise of the Northstar, Rosetta, Septicflesh, Skyforger, The Stone, Valkyrja, ZiX, Cryptex, Dead Label, Dirge, Double Crush Syndrome, Drakum, Gloryful, Hackneyed, Infernal Tenebra, Larceny, Little Dead Bertha, Nameless Day Ritual, Nightmare, Obscurity, Painful, Penitenziagite, Sarcasm, The Canyon Observer, Victims of Creation, Weeping Silence, Blaze of Sorrow, Dead End, Deserted Fear, Elferya, Enthrope, Eruption, Fleshdoll, Fogalord, Halo Creation, Howling in the Fog, Jioda, Kain, Layment, Mist, Morana, Morywa, Mynded, Na Cruithne, Nemost, Nolentia, Retrace My Fragments, Sabaium, Sanity’s Rage, Sarcom, Scarred, Seduced.